# Кочубей (фильм)
«Кочубе́й» — советский художественный фильм, снятый режиссёром Юрием Озеровым по одноимённому роману Аркадия Первенцева на киностудии «Ленфильм» в 1958 году.

## Сюжет
Фильм рассказывает о событиях гражданской войны 1918 года. Бесшабашный в своей храбрости герой гражданской войны Кочубей, слава о котором разнеслась по всей Кубани, после кровопролитных боев решает, наконец, в своем войске взять на вооружение дисциплину и знание военной науки...

## В ролях
| Актёр                 | Роль                    |
| --------------------- | ----------------------- |
| Николай Рыбников      | И. А. Кочубей           |
| Павел Усовниченко     | комиссар В. Т. Кандыбин |
| Сергей Яковлев        | А. С. Рой               |
| Людмила Хитяева       | медсестра Наталья       |
| Станислав Станкевич   | главком И. Л. Сорокин   |
| Ефим Копелян          | Серго Орджоникидзе      |
| Юлиан Панич           | Сашко Наливайко         |
| Константин Сорокин    | Митька Шило             |
| Михаил Васильев       | Пелипенко               |
| Вячеслав Воронин      | Ахмет                   |
| Борис Александров     | Володька                |
| Фёдор Шмаков          | А. И. Рубин             |
| Владимир Татосов      | Крайний                 |
| Олег Жаков            | полковник Деверин       |
| Юнона Белоручева      | Лидия                   |
| Людмила Касьянова     | Настя                   |
| Александр Белокринкин | Шеремет                 |

### В эпизодах
| Актёр                | Роль                                                           |
| -------------------- | -------------------------------------------------------------- |
| Владимир Чобур       | командир-предатель                                             |
| Георгий Сатини       | комбриг                                                        |
| А. Кожин             | эпизодическая роль                                             |
| Александр Степанов   | эпизодическая роль                                             |
| Борис Ильясов        | эпизодическая роль                                             |
| Нина Болдырева       | актриса оперетты                                               |
| М. Бигаев            | эпизодическая роль                                             |
| Николай Кузьмин      | сотник                                                         |
| Пётр Тимофеев        | эпизодическая роль                                             |
| Сергей Троицкий      | повар                                                          |
| В. Семёнов           | эпизодическая роль                                             |
| И. Плотников         | эпизодическая роль                                             |
| Ашот Симонян         | эпизодическая роль                                             |
| Алексей Смирнов      | буржуйчик в театральной ложе (в титрах не указан)              |
| Анатолий Королькевич | дирижёр (в титрах не указан)                                   |
| Виктор Уральский     | сыграл роли: матроса, казака и горожанина (в титрах не указан) |
| Владислав Стржельчик | эпизодическая роль (в титрах не указан)                        |
| Игорь Боголюбов      | адъютант Сорокина (в титрах не указан)                         |

## Съёмочная группа
- Сценарий — Аркадия Первенцева
- Постановка — Юрия Озерова
- Главный оператор — Сергей Иванов
- Главный художник — Семён Малкин
- Режиссёр — В. Степанов
- Композитор — Юрий Левитин
- Звукооператоры — Николай Косарев, Илья Волк
- Операторы — Владимир Коротков, С. Иванов
- Художники:
  - По костюмам — Н. Холмова
  - По гриму — В. Соколов
  - По декорациям — Е. Якуба, Б. Смирнов
  - По комбинированным съёмкам — А. Сидоров
- Монтаж — Мария Пэн
- Редактор — Иосиф Берхин
- Консультант — генерал-лейтенант Н. С. Осликовский
- Директор картины — И. Гольдин